# L'amour est un oiseau rebelle

Het openingsthema van de "Habanera" uit de opera Carmen van Georges Bizet.

L'amour est un oiseau rebelle (Liefde is een rebelse vogel) vaak ook de Habanera genoemd, is een beroemde Franstalige aria, op het ritme van een habanera, uit de vierde scene, van de eerste akte, van de opera: Carmen uit 1875 van componist: Georges Bizet. De aria wordt gezongen door de titelrol: Carmen, een aantrekkelijke arbeidersvrouw die verlangt naar de liefde. De rol dient te worden gezongen door een mezzosopraan. De aria is voor de eerste maal gezongen door Célestine Galli-Marié op 3 maart 1875 in het Théâtre national de l'Opéra-Comique te Parijs.

## Tekst
Nota bene: De tekst tussen haakjes wordt gezongen door het koor.
Frans

Recitatief

Quand je vous aimerai ?

Ma foi, je ne sais pas,

Peut-être jamais, peut-être demain...

Mais pas aujourd'hui, c'est certain !

Gezongen

L'amour est un oiseau rebelle

Que nul ne peut apprivoiser,

Et c'est bien en vain qu'on l'appelle,

S'il lui convient de refuser;

Rien n'y fait, menace ou prière,

L'un parle bien, l'autre se tait;

Et c'est l'autre que je préfère,

Il n'a rien dit, mais il me plaît.

(L'amour est un oiseau rebelle) L'amour !

(Que nul ne peut apprivoiser,) L'amour !

(Et c'est bien en vain qu'on l'appelle,) L'amour !

(S'il lui convient de refuser.) L'amour !

L'amour est enfant de bohème,

Il n'a jamais, jamais connu de loi,

Si tu ne m'aimes pas, je t'aime,

Si je t'aime, prends garde à toi ! (Prends garde à toi !)

Si tu ne m'aimes pas,

Si tu ne m'aimes pas, je t'aime ! (Prends garde à toi !)

Mais si je t'aime, si je t'aime,

Prends garde à toi!

(L'amour est enfant de bohème,)

(Il n'a jamais, jamais connu de loi,)

(Si tu ne m'aimes pas, je t'aime;)

(Si je t'aime, prends garde à toi !) (Prends garde à toi !)

Si tu ne m'aimes pas,

Si tu ne m'aimes pas, je t'aime ! (Prends garde à toi !)

Mais si je t'aime, si je t'aime,

Prends garde à toi ! (à toi !)

L'oiseau que tu croyais surprendre

Battit de l'aile et s'envola,

L'amour est loin, tu peux l'attendre;

Tu ne l'attends plus, il est là !

Tout autour de toi, vite, vite,

Il vient, s'en va, puis il revient;

Tu crois le tenir, il t'évite;

Tu crois l'éviter, il te tient !

(Tout autour de toi, vite, vite,) L'amour !

(Il vient, s'en va, puis il revient;) L'amour !

(Tu crois le tenir, il t'évite;) L'amour !

(Tu crois l'éviter, il te tient !) L'amour !

L'amour est enfant de bohème,

Il n'a jamais, jamais connu de loi,

Si tu ne m'aimes pas, je t'aime,

Si je t'aime, prends garde à toi ! (Prends garde à toi !)

Si tu ne m'aimes pas,

Si tu ne m'aimes pas, je t'aime ! (Prends garde à toi !)

Mais si je t'aime, si je t'aime,

Prends garde à toi !

(L'amour est enfant de bohème,)

(Il n'a jamais, jamais connu de loi,)

(Si tu ne m'aimes pas, je t'aime,)

(Si je t'aime, prends garde à toi !) (Prends garde à toi !)

Si tu ne m'aimes pas,

Si tu ne m'aimes pas, je t'aime ! (Prends garde à toi !)

Mais si je t'aime, si je t'aime,

Prends garde à toi ! (à toi !)
Nederlands

Recitatief

Wanneer zal ik van je houden?

Eerlijk, ik weet het niet.

Misschien nooit, misschien morgen...

Maar niet vandaag, dat is zeker!

Gezongen

Liefde is een rebelse vogel

niemand kan die temmen,

en het is nogal zinloos om deze te roepen,

als het hem uitkomt om te weigeren;

Niets is eraan te doen, dreigen of smeken.

De ene spreekt goed, de ander is stil;

en het is de ander die ik prefereer,

hij zei niets, maar hij bevalt me.

(Liefde is een rebelse vogel) Liefde!

(niemand kan die temmen,) Liefde!

(en het nogal zinloos om deze te roepen,) Liefde!

(als het hem uitkomt om te weigeren.) Liefde!

Liefde is een zigeunerkind,

Het heeft nooit een wet gekend,

Wanneer jij niet van mij houdt, houd ik van jou,

Wanneer ik van je houd, wees dan op je hoede! (Wees dan op je hoede!)

Wanneer je niet van me houdt,

Wanneer je niet van me houdt, houd ik van jou! (Wees dan op je hoede!)

Maar wanneer ik van je houd, wanneer ik van je houd,

Wees dan op je hoede!

(Liefde is een zigeunerkind,)

(Het heeft nooit een wet gekend,)

(Wanneer jij niet van mij houdt, houd ik van jou,)

(Wanneer ik van je houd, wees dan op je hoede!) (Wees dan op je hoede!)

Wanneer je niet van me houdt,

Wanneer je niet van me houdt, houd ik van jou! (Wees dan op je hoede!)

Maar wanneer ik van je houd, wanneer ik van je houd,

Wees dan op je hoede! (Op je hoede!)

De vogel die jij hoopte te vangen,

sloeg zijn vleugels uit en vloog weg,

De liefde is ver weg, je kunt erop wachten;

Je wacht er niet langer op, daar is het!

Overal om je heen, snel, snel,

het komt, het gaat, dan komt het terug;

je denkt het vast te houden, maar het ontsnapt je;

je denkt het te ontwijken, maar het houdt je vast!

(Overal om je heen, snel, snel,) Liefde!

(het komt, het gaat, dan komt het terug;) Liefde!

(je denkt het vast te houden, maar het ontsnapt je;) Liefde!

(je denkt het te ontwijken, maar het houdt je vast!) Liefde!

Liefde is een zigeunerkind,

Het heeft nooit een wet gekend,

Wanneer jij niet van mij houdt, houd ik van jou,

Wanneer ik van je houd, wees dan op je hoede! (Wees dan op je hoede!)

Wanneer je niet van me houdt,

Wanneer je niet van me houdt, houd ik van jou! (Wees dan op je hoede!)

Maar wanneer ik van je houd, wanneer ik van je houd,

Wees dan op je hoede!

(Liefde is een zigeunerkind,)

(Het heeft nooit een wet gekend,)

(Wanneer jij niet van mij houdt, houd ik van jou,)

(Wanneer ik van je houd, wees dan op je hoede!) (Wees dan op je hoede!)

Wanneer je niet van me houdt,

Wanneer je niet van me houdt, houd ik van jou! (Wees dan op je hoede!)

Maar wanneer ik van je houd, wanneer ik van je houd,

Wees dan op je hoede! (Op je hoede!)

## Trivia
- De Nederlandse zanger Jan Rot en tekstdichter heeft de aria vertaald naar het Nederlands en op rijm gezet. Het lied, met de titel: "Liefde is...", is opgenomen in de musical: de Palingvissers. Het lied wordt gezongen door het personage: Leila Veerman-Mühren en werd vertolkt door: contra-alt Astrid Nijgh.[5][6]